# Kabuls tekniska universitet
Kabuls tekniska universitet (pasjto: د کابل پولی تخنیک پوهنتون/ دانشگاه پولی تخنیک کابل, D Kabel poli takhanik pouhonton / Daneshgah poli takhanik Kabel) är ett universitet med teknisk inriktning i Afghanistan. Det ligger i provinsen Kabul, i den nordöstra delen av landet, i huvudstaden Kabul. 
Högskolan grundades  år 1963 och fick universitetsstatus år 2002. Det har åtta fakulteter som erbjuder utbildning på kandidatnivå: byggande, geologi och gruvor, elektromekanik, datavetenskap, kemiteknik, lantmäteri, transportteknik och vatten- och miljöteknik. Tre avdelningar erbjuder utbildning på masternivå. Det finns också ett forskningscenter.
Universitets huvudbyggnad uppfördes 2005.
Sedan talibanernas maktövertagande 2021 har kvinnors rätt att studera gradvis inskränkts. Sedan december 2022 tillåts inga kvinnor att studera vid detta eller andra universitet i Afghanistan.